# 미켈레 디도니
미켈레 디도니(이탈리아어: Michele Didoni, 1974년 3월 7일 ~ )는 이탈리아의 육상 선수이다.

## 인물 정보
디도니는 1995년 예테보리 세계 육상 선수권 대회에서 우승했다. 그는 올림픽에 2번 출전했다.
그는 이탈리아의 올림픽 챔피언 알렉스 슈바처의 코치였다.